# Defterdar
Defterdâr (osmanisch دفتردار) war der Titel der obersten Finanzbeamten im Osmanischen Reich. Er ist persischen Ursprungs und leitet sich vom Begriff Defter (Steuerregister) ab. Das Amt dieser Finanzbeamten hieß Defterdârlık / دفتردارلق, die von ihnen geleitete zentrale Finanzbehörde des Reiches Defterhâne / دفترخانه.
Seit dem 15. Jahrhundert gab es zwei Defterdâre. Einer war für Rumelien, das heißt den europäischen Teil des Reiches, zuständig, dem anderen oblag die Finanzaufsicht über Anatolien und die übrigen asiatischen Reichsteile. Der Defterdâr von Rumelien hatte als Hauptdefterdâr (baş defterdâr) die Funktion des Finanzministers für das gesamte Reich. In der zweiten Hälfte des 16. Jahrhunderts wurde ein dritter Defterdâr mit Sitz in Aleppo ernannt. Dieser war fortan für die arabischen Provinzen und Ägypten zuständig.
Die zentrale Finanzbehörde des Osmanischen Reiches (Defterhâne) befand sich im Sultanspalast in Konstantinopel. Bereits im 16. Jahrhundert soll diese Behörde 800 Angestellte besessen haben, die in rund 25 verschiedenen Abteilungen arbeiteten. Zum Aufgabenbereich des Defterhâne gehörte die Verwaltung der Einnahmen des Fiskus, bestehend aus Tributen, Steuern, Abgaben und Zöllen, ebenso wie die der Ausgaben, vor allem Sold- und Gehaltszahlungen, Unterhalt des Sultanshofes und Aufwendungen für das Heer. Außerdem kontrollierte diese Behörde die Verwaltung des staatlichen Grundbesitzes, der aus den sogenannten Staatsdomänen (has-ı hümayun) und staatlichen Ländereien bestand, die als Tımare vergeben wurden. Die Defterdâre und ihre Mitarbeiter bedienten sich bei der Führung der Register einer Art Geheimschrift, des siyakat. Auf diese Weise sollten Missbrauch und Fälschungen verhindert werden.
Die Zentralisierung der osmanischen Finanzverwaltung erreichte schon in der zweiten Hälfte des 15. Jahrhunderts unter der Regierung Mehmeds II. ihren Höhepunkt, als die Defterdare direkt dem Großwesir unterstellt wurden. Während der Blütezeit des Reiches im 15. und 16. Jahrhundert war dessen Finanzverwaltung die modernste und effizienteste in Europa.
Im Rahmen der Tanzimat-Reformen wurde ab 1839 auch die mittlerweile in Verfall geratene Finanzverwaltung des osmanischen Staates reorganisiert. Die zentrale Finanzbehörde hieß fortan Maliye. Defterdâr war nunmehr der Titel der Finanzdirektoren in den einzelnen Provinzen.